# Pilwiszki (gmina)
Pilwiszki – dawna gmina wiejska istniejąca na przełomie XIX i XX wieku w guberni suwalskiej. Siedzibą władz gminy były Pilwiszki (lit. Pilviškiai).
Gmina Pilwiszki powstała za Królestwa Polskiego – 31 maja 1870 w powiecie mariampolskim w guberni suwalskiej z obszaru pozbawionych praw miejskich  Pilwiszek i dołączonych do niego kilku wsi z gminy Antonowo. 
Po odzyskaniu niepodległości przez Polskę i Litwę powiat mariampolski na podstawie umowy suwalskiej wszedł 10 października 1920 w skład Litwy.